# 伊東祐豊 (駿河守)
伊東 祐豊（いとう すけとよ）は、安土桃山時代から江戸時代前期にかけての武将。日向伊東氏、島津氏の家臣。

## 生涯
河崎祐長の長男であるが、伊東平右衛門祐氏の養子となる。なお、実家は弟の大学が相続したという。慶長元年（1596年）、稲津重政（掃部）と不和になり、父と共に飫肥藩を出て大坂に滞在していたところ、島津義弘に召しだされて1千石で仕官し、川崎氏を称す。慶長19年（1614年）当時は、新納右衛門佐と京大坂蔵奉行を務め、大坂の陣の際に新納と加治木人数差出を担当する。寛永元年（1624年）に伊東氏に復姓。寛永7年（1630年）に吉田次郎兵衛と共に唐船奉行に就任する。嫡孫に刑部左衛門祐平。
自宅に島津家久が2度来訪し、「芦谷」という釜を賜る。和歌一首付く。「釣らるとも　ふすへらるとも　心から　よしやあしやは　人の言なし」

## 養父について
「本藩人物誌」では祐豊の養父・伊東平右衛門祐氏は伊東六郎左衛門祐国の次男、伊東加賀守の子という。この加賀守が伊東義祐の従兄弟・祐安と同一人物かは不明。なお、「諸家大概」では木脇氏の項目で実父・川崎駿河守には触れているが、伊東平右衛門祐氏については触れていない。